# 楓樹窩 (香港)
楓樹窩（英語：Fung Shue Wo）是香港的一個地方，位於新界青衣島東北部，青衣西路及楓樹窩路交界對上的高地。現在，楓樹窩路沿路一帶也會被稱為楓樹窩。

## 參見

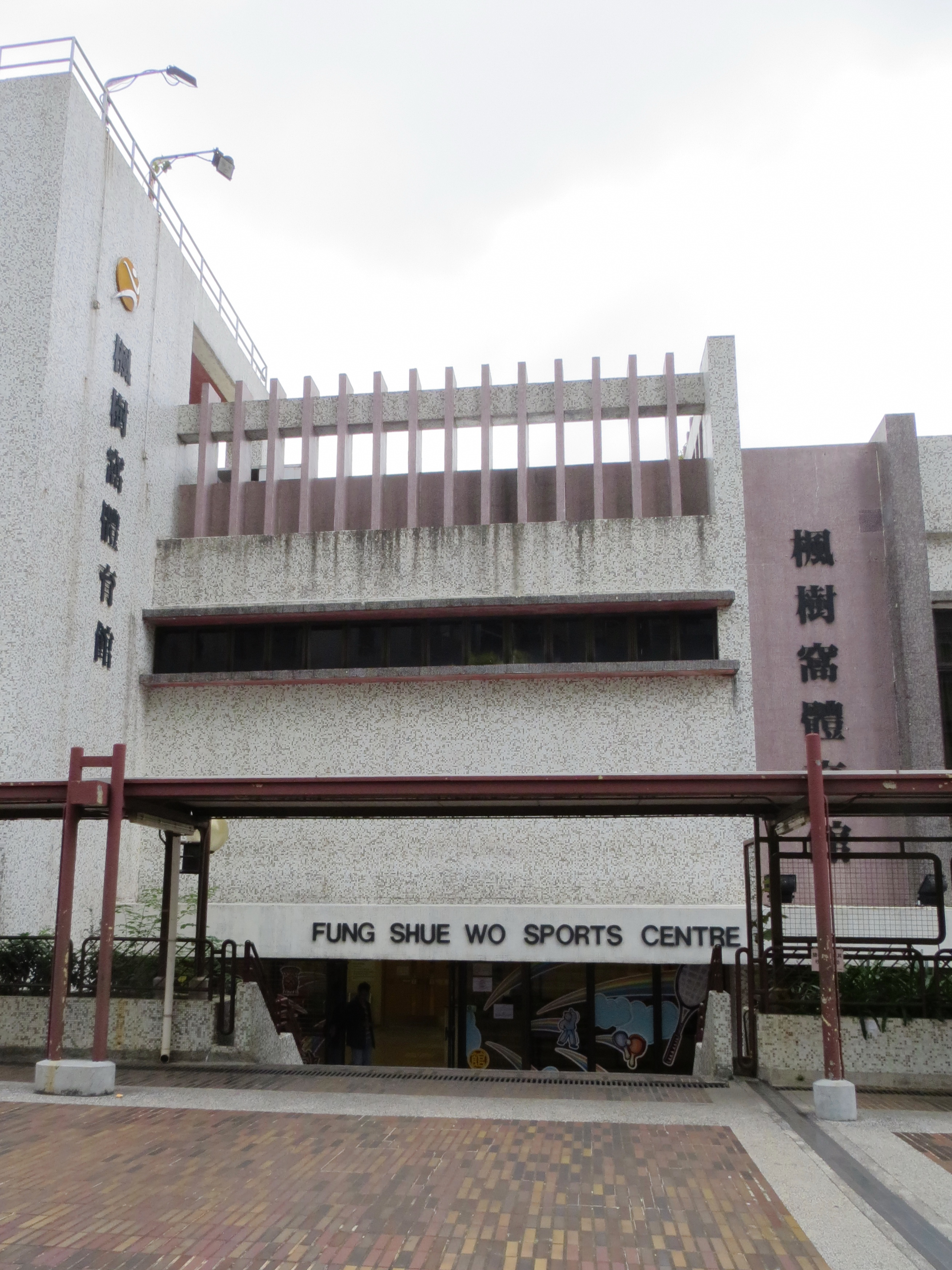
楓樹窩體育館